# 그렉 (가수)
그레그 리바 프리스터(영어: Greg Levar Priester, 1983년 6월 8일 ~ )는 간단히 그렉(Greg)으로 알려진 대한민국에서 활동하는 미국의 가수이다.

## 내력
1983년 미국에서 태어났다. 인디애나주의 한 공립학교에서 교사로 근무하다가, 2007년 대한민국에 들어와 파주 영어마을에서 2011년까지 근무했다.
2014년 《슈퍼스타K6》에 명콤비 트윈즈와 함께 명콤비 트윈즈 & 그렉이라는 3인조로 참가하였으며, 탈락후 미니 앨범을 발매하였다.

## 음악 작품

### 미니 앨범
- 《명콤비 트윈즈 & 그렉》(2014)

### 싱글
- 〈똑같은 말〉(2014, 진호, 박준영, 그렉, 제청, 영탁, 박지)
- 〈Ninano〉(2015, 클랑, 그렉)
- 〈너도 그렇게 걸어줘〉(2015, 진호, 그렉, 영탁, 데이슨, 박준영, 제청)
- 〈Love Is Timing〉(2017)
- 〈Breaking Down〉(2018)
- 〈나란놈이란〉(2018)
- 〈Can't Take My Eyes Off Of You〉(2019)
- 〈한 편의 영화같았던 우리의 긴〉(2019)
- 〈TV를 켜면〉(2020)
- 〈NETFLIX〉(2021)

## 출연 작품

### 예능
- 2017년 KBS2 《노래싸움 승부》 - 14회
- 2018년 KBS2 《불후의 명곡 - 전설을 노래하다》 - 356회
- 2018년 MBC 《뜻밖의 Q》 - 17회
- 2019년 KBS2 《유희열의 스케치북》 - 447회
- 2019년 tvN 《플레이어》
- 2019년 tvN 《수요일은 음악프로》 - 4회
- 2020년 MBC 《미스터리 음악쇼 복면가왕》 - 236회
- 2020년 tvN 《케이팝 어학당 - 노랫말싸미》
- 2020년 KBS joy《무엇이든 물어보살》
- 2020년 MBC every1 《어서와~ 한국은 처음이지?》
- 신서유기 3화

### 텔레비전 드라마
- 《응답하라 1988》(2015) - 스티비 그렉 역(16화)

### 라디오
- 《Men On Air》(TBS, 2018- )

### 광고
- 2022년 여기어때 (장기하, 민니, 이용진, 마츠다 아키히로, 파트리샤 욤비, 스테파니 미초바, 파비앙 코르비노와 함께 출연)